# نیث ۱۱۲۲
سیارک ۱۱۲۲ (به انگلیسی: 1122 Neith، نامگذاری:1928SB) هزار و صد و بیست و دومین سیارک کشف شده‌است که در ۱۷ سپتامبر ۱۹۲۸ کشف شد.
قدر مطلق سیارک برابر ۱۱٫۱۰ است.